# Oligosoma oliveri
Oligosoma oliveri — вид сцинкоподібних ящірок родини сцинкових (Scincidae). Ендемік Нової Зеландії. Вид названий на честь новозеландського натураліста Волтера Олівера.

## Поширення і екологія
Ophiomorus oliveri мешкають на низці острівців, розташованих біля північного узбережжя Північного острова Нової Зеландії, зокрема на островах Бідних Лицарів і Мерк'юрі. Вони живуть в прибережних лісах і чагарниках, серед опалого листя. Ведуть присмерковий або нічний спосіб життя. Всеїдні, живляться безхребетними, фруктами і ягодами. Живородні.

## Збереження
МСОП класифікує стан збереження цього виду як близький до загрозливого. За оцінками, популяція Oligosoma oliveri становить близько 20 тисяч особин. Їм загрожує хижацтво з боку інтродукованих тварин.